# Виноградова, Нина Георгиевна
Нина Георгиевна Виноградова (30 мая 1928 — 10 марта 1997, Москва) — советский и российский океанолог, специалист по глубоководной фауне океана, сотрудник Института океанологии им. П. П. Ширшова РАН.

## Биография
Родилась 30 мая 1928 года. Училась на биологическом факультете Московского государственного университета. Ещё будучи на 2-м курсе, участвовала в работе Беломорской биологической станции в Кандалакшском заливе. Участвовала в экспедиции на Каспийское море. В 1949 году участвовала в 1-й экспедиции в Охотское море на научно-исследовательском судне «Витязь» под руководством Л. А. Зенкевича. Работы, проведённые в Охотском и Беринговом морях (2-й и 5-й рейсы «Витязя»), в залив Шелихова и в Анадырский залив вошли в её дипломную работу.
После окончания МГУ в 1951 году поступила в аспирантуру Института океанологии (ИО АН). В 1953 году участвовала в глубоководном 14-м рейсе «Витязя» в Курило-Камчатскую впадину, где изучалась глубоководная фауна океана и были собраны данные о тысячах глубоководных видов. В 1955 году защитила кандидатскую диссертацию по глубоководной биогеографии под руководством Л. А. Зенкевича. Работала научным сотрудником Института океанологии.
Участвовала в десятке крупных экспедициях в Тихий и Индийский океаны и в Антарктику. В 1979 году стала заведующей Кабинетом глубоководной фауны. Занималась проблемами биологической структуры Океана. В 1995 году участвовала в экспедиции в Норвежское море, которая стала её последней экспедицией.
Автор более 130 научных трудов.
Умерла 10 марта 1997 года.

## Научная работа
Исследовала главным образом глубоководную фауну океана. Обнаружила фундаментальные закономерности связи вертикального и горизонтального распространения глубоководных видов и создала первую зоогеографическую карту абиссали океана.
Сформулировала «правило упрощения широтной зональности» с увеличением глубины. Обнаружила, что диапазоны вертикального распространения глубоководных видов положительно коррелируют с размером их ареалов. Вместе с Г. М. Беляевым создала схему биогеографического районирования абиссали и ультраабиссали Мирового океана, принятую в советской науке.
Кроме фундаментальных вопросов биологии специализировалась на исследовании асцидий, в первую очередь глубоководных. Описала несколько десятков новых видов асцидий, несколько родов, таких как необычная мешкообразная Situla pelliculosa из Курило-Камчатской впадины или Cnemidocarpa zenkevitchi из Антарктиды.

### Основные труды
- Виноградова Н. Г. Зоогеографическое районирование абиссали Мирового океана // Докл. АН СССР. 1956. Т. 111, № 1. С. 195—198.
- Vinogradova N.G. 1958. On the finding of a new ascidian species — Cnemidocarpa zenkevitchi in the fjord of the Banger Oasis (Antarctic). Zoologycheskyi Zhurnal, 37(9):1375-1379 (in Russian).
- Vinogradova N.G. The zoogeographical distribution of the deep-water bottom fauna in the abyssal zone of the ocean // Deep-Sea Res. 1959. Vol. 5, N 3. P. 205—208.
- Vinogradova N.G. 1959. The geographical distribution of the deep-water bottom fauna in the abyssal zone of the ocean. Deep-Sea Research, 5:205-208.
- Vinogradova N.G. Vertical zonation in the distribution of the deep-sea benthic fauna in the ocean // Deep-Sea Res. 1962. Vol. 8, N 3/4. P. 245—250.
- Vinogradova N.G. 1962. Ascidiae simplices of the Indian part of the Antarctic. Exploration of the fauna of the seas I(IX): Biological results of the Soviet Antarctic expedition (1955—1958), 1. IzdatelstvoAN SSSR, Moscow & Leningrad. P. 196—215 (in Russian, many new species).
- Vinogradova N.G. 1962. Some problems of the study of deep-sea bottom fauna. J. of the Oceanographic Soc.of Japan, 20th Anniv.Volume. P. 724—741.
- Vinogradova N.G. 1969. On the finding of a new aberrant ascidian in the ultraabyssal of the Kurile-Kamchatka Trench. Byulleten Moskovskogo Obshchestva Ispytatelej Prirody, Seria Biologicheskaya, 74(3):27-43 (in Russian, Situla pelliculosa gen. et sp. nov.).
- Vinogradova N.G. 1969. The geographical distribution of the deep-sea bottom fauna. In: L.A.Zenkevitch [Ed.]. The Pacific Ocean: Biology of Pacific Ocean. Book II: Deep-sea bottom fauna; pleuston. Nauka, Moscow. P. 154—181 (in Russian).
- Виноградова Н. Г. Вертикальное распределение глубоководной донной фауны // Глубоководная донная фауна : Плейстон / под ред. Л. А. Зенкевича. М. : Наука, 1969. С. 129—153. (Тихий океан. Т. 7 : Биология Тихого океана; кн. 2.)
- Виноградова Н. Г. Географическое распространение глубоководной донной фауны // Глубоководная донная фауна : Плейстон / под ред. Л. А. Зенкевича. М. : Наука, 1969. С. 154—181. (Тихий океан. Т. 7 : Биология Тихого океана; кн. 2.)
- Vinogradova N.G. 1970. Deep-sea ascidians of the genus Culeolus from the Kurile-Kamchatka Trench. Trudy Instituta Okeanologii AN SSSR, 86:489-512 (in Russian).
- Vinogradova N.G. 1975. On the discovery of two new species of an aberrant deep-water ascidian genus Situla in the South-Sandwich Trench. Trudy Instituta Okeanologii AN SSSR, 103:289-306 (in Russian).
- Vinogradova N.G. 1976. Big face of the Ocean. Priroda, No 11. P. 94-105 (in Russian).
- Виноградова Н. Г. Фауна шельфа, материкового склона и абиссали // Биология океана. М. : Наука, 1977. Т. 1 : Биологическая структура океана / под ред. М. Е. Виноградова. С. 178—198.
- Виноградова Н. Г. Донная фауна абиссали и ультраабиссали // Биология океана. М. : Наука, 1977. Т. 1 : Биологическая структура океана / под ред. М. Е. Виноградова. С. 281—298.
- Vinogradova N.G. 1979. The geographical distribution of the abyssal and hadal (ultra-abyssal) fauna in relation to the vertical zonation of the Ocean. Sarsia. 64:41-50.
- Vinogradova N.G. 1988. Tunicata, or Urochordata. In: R.K.Pasternak [Ed.]. Life of the Animals, Vol. 2. Prosveshchenie, Moscow. P. 256—285 (in Russian).
- Vinogradova N.G. , Gebruk A.V., Romanov V.N. 1993. Some new data on the Orkney Trench ultra abyssal fauna. In: Klekowski R.Z., Opalinsky K.W. [Eds.]. The 2nd Polish-Soviet Antarctic symposium. Dziekanow Lesny. P. 213—221.
- Vinogradova N.G. 1997. Zoogeography of the abyssal and hadal zones of the ocean. Adv. in Mar. Biol. 32(32):325-387.

## Семья
- Муж — биолог Михаил Евгеньевич Виноградов (1927—2007), действительный член (академик) РАН по Отделению океанологии, физики атмосферы и географии РАН (1990), заместитель директора Института океанологии им. П. П. Ширшова РАН.
- Сын — биолог Георгий Михайлович Виноградов, кандидат биологических наук, сотрудник Института океанологии им. П. П. Ширшова РАН[1].